# Elysius suffusa
Elysius suffusa là một loài bướm đêm thuộc phân họ Arctiinae, họ Erebidae.